# Valente di Mursa
Valente di Mursa (latino: Valens; fl. 335–359) è stato un vescovo ariano romano di Mursa (moderna Osijek in Croazia), sostenitore delle posizioni semiariane nel corso delle dispute cristologiche che dilaniarono la Chiesa cristiana nel corso del IV secolo.
Nel 335 partecipò al primo concilio di Tiro, che doveva giudicare le accuse di empietà avanzate contro Atanasio di Alessandria (oppositore della posizione ariana); il supporto di Valente e dei vescovi illirici, che si erano probabilmente avvicinati alle posizioni di Ario quando questi era stato in esilio in Illiria, fece sì che Atanasio fosse riconosciuto colpevole dal sinodo ed esiliato dall'imperatore Costantino I.
Nel 342 era a Costantinopoli, dove fece da assistente insieme a Ursacio di Singiduno alla consacrazione a vescovo di Macedonio I.
Quando nel 346 Atanasio ritornò dall'esilio, Ursacio e Valente si recarono a Roma dal vescovo Giulio, dove misero per iscritto la loro intenzione di ritornare in comunione con Atanasio e la sua posizione.
Nel corso della battaglia di Mursa Maggiore contro l'usurpatore Magnenzio, l'imperatore Costanzo II si rifugiò a pregare in una torre vicino al campo di battaglia; qui Valente gli profetizzò la vittoria, e quando questa si materializzò Costanzo fu tanto impressionato che fece di Valente uno dei più influenti consiglieri religiosi della sua corte.
Nel corso del terzo concilio di Sirmio fu elaborata una formula di mediazione che eliminava ogni riferimento alla «consustanzialità» e definiva il Figlio «simile» al Padre: Valente sposò tale formula, e nel corso del concilio di Rimini (359) si adoperò affinché fosse approvata.